# Konrad Kyeser

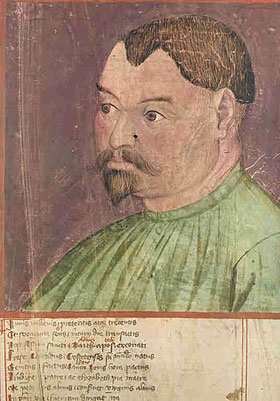
Porträt von Konrad Kyeser im Autograph des Bellifortis

Konrad Kyeser  (auch Kieser, lateinisch Conradus Kyeser; * 26. August 1366 in Eichstätt; † nach 1405) war ein deutscher Büchsenmeister und Fachschriftsteller im spätmittelalterlichen Europa. Er verfasste die erste deutsche kriegstechnische Bilderhandschrift, den sogenannten Bellifortis (lateinisch für Der Kampfstarke), eines der Kompendien technischer Zeichnungen nach den Skizzen Villard de Honnecourts aus der ersten Hälfte des 13. Jahrhunderts und Guido da Vigevanos aus der ersten Hälfte des 14. Jahrhunderts.

## Leben und Werk

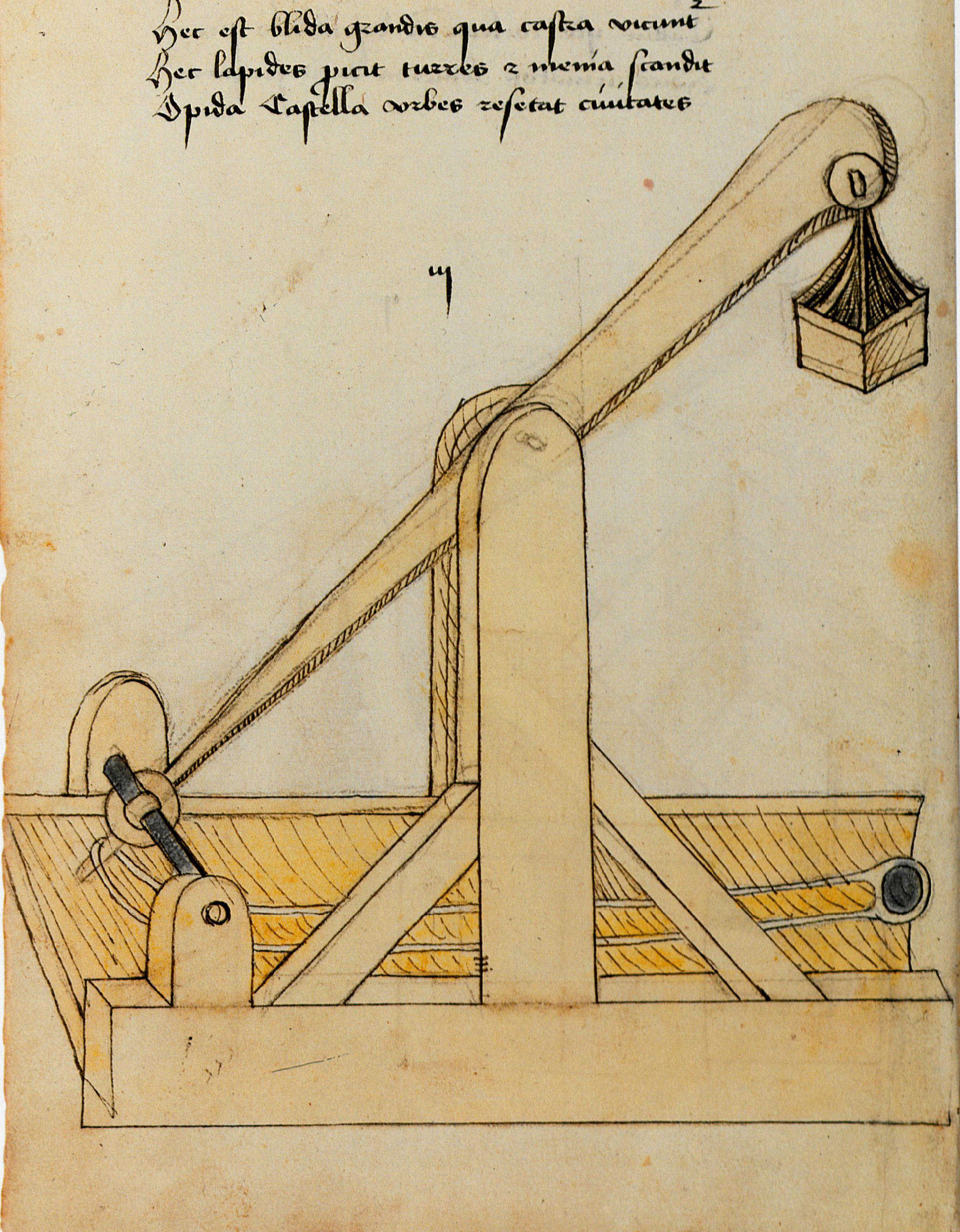
Abbildung einer Blide im Bellifortis

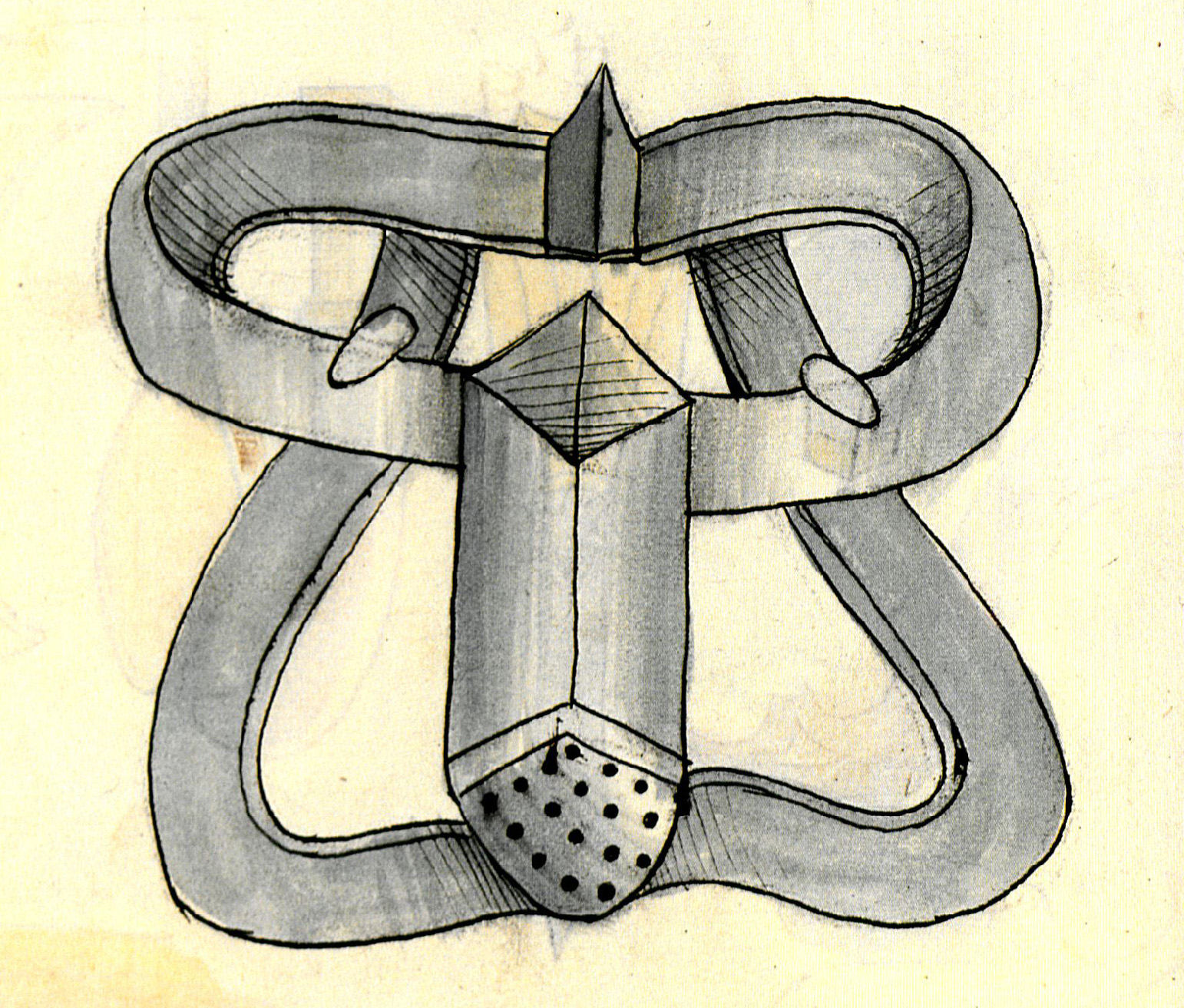
Zeichnung eines Keuschheitsgürtels in der Handschrift München, Bayerische Staatsbibliothek, Clm 30150

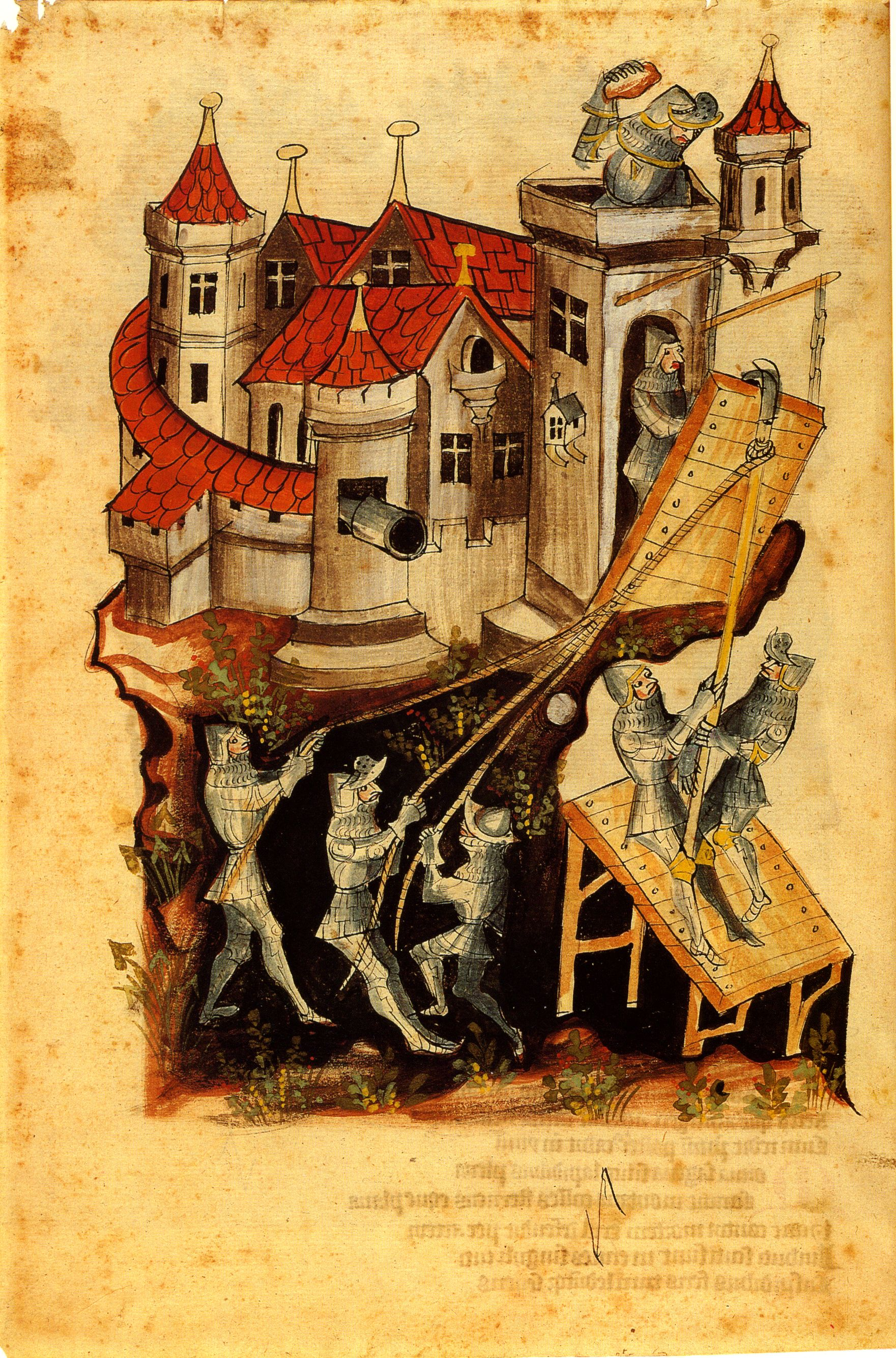
Vorrichtung zum gewaltsamen Herabholen einer Zugbrücke im Bellifortis. Handschrift Rom, Biblioteca Apostolica Vaticana, Vaticanus Palatinus lat. 1994, fol. 66v (frühes 15. Jahrhundert)

Konrad Kyeser entstammte einer bürgerlichen Familie aus Eichstätt. Im dortigen Dominikanerkloster studierte er Medizin. 1389 zog er mit einem bayerischen Söldnerheer nach Italien. Dort sammelte er nicht nur Kriegserfahrungen, sondern kam auch in Kontakt mit dem italienischen Renaissance-Humanismus. Seit 1394 nahm er an den Kreuzzügen König Sigismunds von Ungarn gegen die Osmanen teil, für deren Scheitern er Sigismund in seinem Bellifortis verantwortlich macht. 1402 befand er sich am Hof König Wenzels. Von Sigismund auf die  Burg Bettlern verbannt, begann er die Niederschrift seines Bellifortis.
Der Bellifortis fasst handbuchartig Maschinen und Geräte vor allem zu Kriegszwecken zusammen, die dem Autor aus antiken Texten oder eigenen Erfahrungen bekannt waren. Die Geräte sind technisch nicht immer korrekt wiedergegeben, bei Geräten die ihm aus eigener Anschauung bekannt waren, erreicht Kyeser allerdings zum Teil einen außerordentlichen Detailreichtum. Einige der Geräte sind in Kyesers Handschrift erstmals bildlich dargestellt. Dazu gehört die erste eindeutige mittelalterliche Abbildung einer Archimedischen Schraube, aber auch die älteste bekannte Zeichnung eines Keuschheitsgürtels. Zum Teil beschreibt er unpraktikable Versuche. Entsprechend dem humanistischen Verständnis von Naturwissenschaft, mit denen Kyeser als Arzt vertraut war, nahm er auch alchemistische und astrologische Praktiken in seinen Bellifortis auf.
Die Schrift Kyesers wurde, auch im Manufakturbetrieb, in mehreren verschiedenen Redaktionen verbreitet. Inzwischen sind 45 erhaltene Handschriften bekannt, die in Umfang, Text und Bild mitunter stark vom Original abweichen. Ein 1405 mit Malern des königlichen Hofs zu einer reich bebilderten Prachthandschrift erweitertes und König Ruprecht von der Pfalz gewidmetes Autograph Kyesers befindet sich seit 1773 im Bestand der Universitätsbibliothek Göttingen mit der Signatur 2° Cod. Ms. philos. 63. In diesem Autograph sind neben Kyesers Porträt die Namen seiner Eltern Rüdiger und Elisabeth ebenso wie der 26. August 1366 als sein Geburtsdatum überliefert. In der italienischen Renaissance war das Werk Kyesers weit verbreitet und neueste Forschungen belegen, dass auch Leonardo da Vinci Kyesers Arbeiten kannte und für seine technischen Zeichnungen verwendete.

## Unklares Geburtsdatum
Zu Kyesers Geburtsdatum gibt es widersprüchliche Angaben. Udo Friedrich liest in der Bildunterschrift der Handschrift der Niedersächsischen Staats- und Universitätsbibliothek Göttingen 2° Cod. Ms. philos. 63 auf Fol. 139r den 24. August. Nach Franz Maria Feldhaus in der Allgemeinen Deutschen Biographie war es der 25. August. Demgegenüber liest Christoph Graf zu Waldenburg Wolfegg in der Bildunterschrift der Göttinger Handschrift den 26. August, der ebenfalls von Friedrich Klemm in der Neuen Deutschen Biographie und von Rainer Leng genannt wird. Der 28. August wird vom Stadtmuseum Ingolstadt angegeben.

## Ehrung
Seine Heimatstadt Eichstätt ehrt ihn durch eine Konrad-Kieser-Straße. Das Altmühlzentrum in Dollnstein zeigt einige seiner Kriegsmaschinen in verkleinertem Maßstab.

## Rezeption
In der Populärkultur erscheint der  Konrad Kyeser 2018 im Videospiel Kingdom Come: Deliverance als Nicht-Spieler-Charakter, mit der der Spieler interagieren kann. Als Vorlage für die digitale Figur Kyesers und dessen englischer Synchronsprecher diente der britische Schauspieler Brian Blessed.

## Handschriften (Auswahl)
- Göttingen, Niedersächsische Staats- und Universitätsbibliothek, 2° Cod. Ms. philos. 63 (Autograph)
- Göttingen, Niedersächsische Staats- und Universitätsbibliothek, 2° Cod. Ms. philos. 64 (Beschreibung)
- Göttingen, Niedersächsische Staats- und Universitätsbibliothek, 4° Cod. Ms. philos. 64a
- Köln, Historisches Archiv der Stadt, Best. 7020 [W*] 232
- München, Bayerische Staatsbibliothek, Clm 30150 (Digitalisat)
- New York, Public Library, Spencer Collection, Ms. 58
- New York, Public Library, Spencer Collection, Ms. 104 (früher Schloß Hollwinkel bei Lübbecke, Freiherr von der Horst)
- Rom, Biblioteca Apostolica Vaticana, Cod. Pal. lat. 1888
- Rom, Biblioteca Apostolica Vaticana, Cod. Pal. lat. 1889
- Rom, Biblioteca Apostolica Vaticana, Cod. Pal. lat. 1986
- Frankfurt a. M., Universitätsbibliothek, Ms. germ. qu. 15 (früher Stadtbibliothek, o. N.) (Digitalisat)